# Gorzkowice (gmina)
Gorzkowice – gmina wiejska w województwie łódzkim, w powiecie piotrkowskim. W latach 1975–1998 gmina położona była w województwie piotrkowskim.
Siedziba władz gminy to Gorzkowice.
Według danych z 31 grudnia 2007 gminę zamieszkiwało 8649 osób.

## Struktura powierzchni
Według danych z roku 2007 gmina Gorzkowice ma obszar 102,17 km², w tym:
- użytki rolne: 76%
- użytki leśne: 15%

Gmina stanowi 7,15% powierzchni powiatu piotrkowskiego.

## Demografia

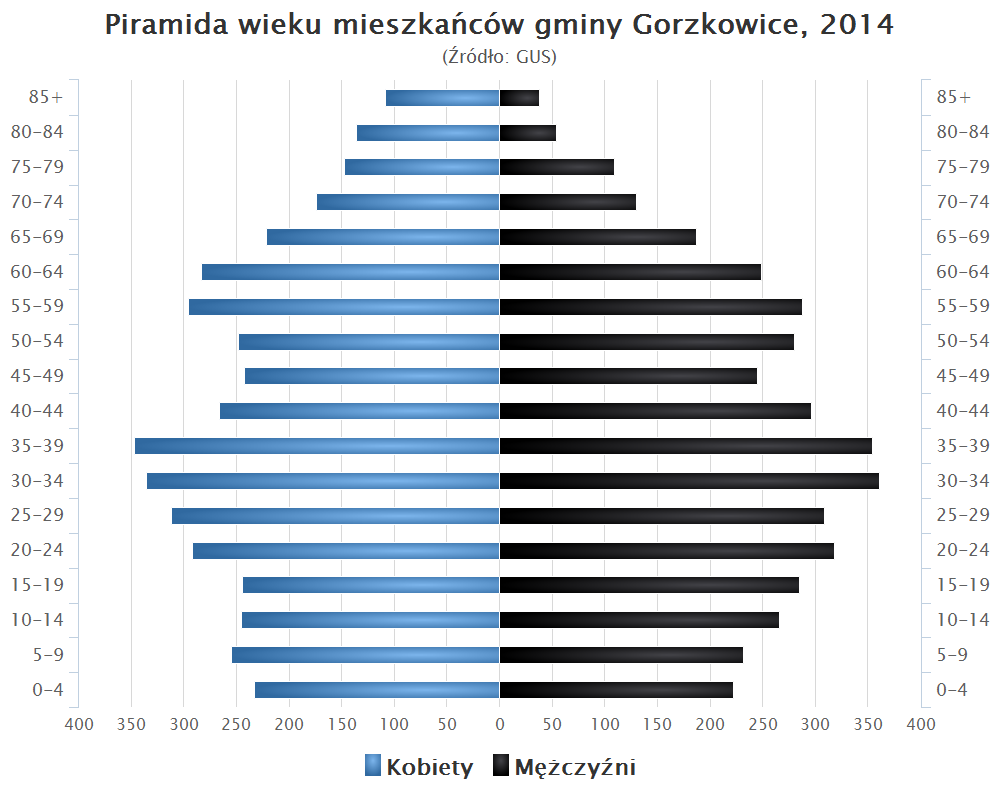
Piramida wieku mieszkańców gminy Gorzkowice w 2014 roku

Dane z 31 grudnia 2007:
| Opis                              | Ogółem | Ogółem | Kobiety | Kobiety | Mężczyźni | Mężczyźni |
| --------------------------------- | ------ | ------ | ------- | ------- | --------- | --------- |
| jednostka                         | osób   | %      | osób    | %       | osób      | %         |
| populacja                         | 8649   | 100    | 4365    | 50,5    | 4284      | 49,5      |
| gęstość zaludnienia (mieszk./km²) | 85     | 85     | 43      | 43      | 42        | 42        |

## Sołectwa
Bujnice, Bujniczki, Cieszanowice, Daniszewice, Gorzkowice, Gorzkowiczki, Gościnna, Grabostów, Kolonia Krzemieniewice, Kotków, Krosno, Krzemieniewice, Marianek, Plucice, Sobaków, Sobakówek, Szczepanowice, Szczukocice, Wilkoszewice, Wola Kotkowska, Żuchowice.

## Pozostałe miejscowości
Białek, Borzęcin, Bukowina, Czerno, Krosno-Dąbrowy, Góry Rdułtowskie, Grabowiec, Jadwinów, Józefina, Kamienny Most, Kolonia Bujnice, Kolonia Bujniczki, Kolonia Gorzędów, Kolonia Kotków, Kolonia Plucice, Kolonia Żuchowice, Komorniki, Kopanina, Krosno-Biadów, Krosno-Bugaj, Krosno-Ludwików, Pieńki Gorzkowskie, Pieńki Stolarskie, Poręba Sobakowska, Porosło, Rdułtowice, Rogów, Ryszardów, Sosnowiec

## Sąsiednie gminy
Gomunice, Kamieńsk, Kodrąb, Łęki Szlacheckie, Masłowice, Rozprza